# 韓縝
韓縝（1019年—1097年）字玉汝，灵寿（今属河北）人。
祖先真定灵寿（河北灵寿县）人，徙居開封雍丘（今河南杞县）。韩绛的弟弟。生於宋真宗天禧三年（1019年），庆历二年进士。英宗时任淮南转运使，神宗時自龍圖閣直學士進知枢密院事，曾出使西夏。韓縝以酷刑少恩著稱，性颇暴虐，知秦州时，下令以铁裹杖箠杀部属，是時秦人有“宁逢乳虎，莫逢玉汝”之语。哲宗時，拜尚書左僕射，出知穎昌府。以太子少保致仕。哲宗紹聖四年（1097年）卒，謚莊敏。

## 逸事
- 韓縝愛吃驢腸，每次宴客必用驢腸做菜，而且要現殺現煮，有客人如廁，路過廚房，看見驢子活生生被抽腸的慘狀，終生不再吃驢肉。[2]